# Mùa bão Đông Bắc Thái Bình Dương 2022
Mùa bão Đông Bắc Thái Bình Dương 2022 là một sự kiện mà theo đó, các cơn bão được hình thành ở Thái Bình Dương, phía Bắc xích đạo, phía Đông đường đổi ngày quốc tế trong năm 2022 - Khu vực được theo dõi chính thức của hai trung tâm gồm Trung tâm Bão Quốc gia Hoa Kỳ (NHC) và Trung tâm Bão Giữa Thái Bình Dương (CPHC) thuộc NOAA. Các xoáy thuận nhiệt đới hình thành trên toàn vùng sẽ được NHC theo dõi và thêm hậu tố E (nếu nó hình thành trong khu vực từ phía Đông kinh tuyến 140 độ Tây của Thái Bình Dương - lưu vực Phía Đông của Bắc Thái Bình Dương) hoặc được CPHC thêm hậu tố C (nếu hình thành trong khu vực nằm giữa kinh tuyến 140 độ Tây và 180 độ - lưu vực giữa Bắc Thái Bình Dương) đằng sau số thứ tự theo thời gian chúng xuất hiện trong năm của mỗi lưu vực. Còn nếu nhiễu động/xoáy thuận mạnh lên thành bão nhiệt đới/cận nhiệt đới (thông thường từ 1 áp thấp nhiệt đới), thì nó sẽ được đặt tên theo một danh sách tên bão nhất định đã được lập ra từ trước (xem chi tiết danh sách tên bão ở dưới).

## Dòng thời gian
| Thang bão Saffir–Simpson |     |    |    |    |    |    |
| ATNĐ                     | BNĐ | C1 | C2 | C3 | C4 | C5 |

## Thống kê mùa bão
| Thang bão Saffir–Simpson |     |    |    |    |    |    |
| ATNĐ                     | BNĐ | C1 | C2 | C3 | C4 | C5 |

| Agatha           | 28 tháng 5 – 31 tháng 5     | Bão cấp 2     | 110 (175) | 964  | Oaxaca, Chiapas, Veracruz                                                                                   | Chưa có thông tin | 9    | [ 1 ] |
| Blas             | 14 tháng 6- 20 tháng 6      | Bão cấp 1     | 90 (150)  | 976  | Không có | 0                 | 0    |       |
| Celia            | 16 tháng sáu – 28 tháng sáu | Bão nhiệt đới | 65 (100)  | 993  | El Salvador, Guatemala, Southern Mexico, Revillagigedo Islands                                              | Unknown           | 1    | [ 2 ] |
| Bonnie           | 2 tháng bảy – 9 tháng bảy   | Bão cấp 3     | 115 (185) | 964  | Nicaragua, Costa Rica, Guatemala, El Salvador, Southwestern Mexico, Revillagigedo Islands (after crossover) | Unknown           | 1    |       |
| Darby            | 9 tháng bảy–17 tháng bảy    | Bão cấp 4     | 140 (220) | 954  | Hawaii | Unknown           | None | [ 3 ] |
| Estelle          | 15 tháng bảy – 21 tháng bảy | Bão cấp 1     | 85 (140)  | 984  | Southwestern Mexico, Revillagigedo Islands                                                                  | None              | None |       |
| Frank            | 26 tháng bảy – 2 tháng 8    | Bão cấp 1     | 90 (150)  | 975  | None | None              | None |       |
| Georgette        | 27 tháng 7 – 3 tháng 8      | Bão nhiệt đới | 60 (95)   | 997  | None | None              | None |       |
| Howard           | 6 – 11 tháng 8              | Bão cấp 1     | 85 (140)  | 983  | Revillagigedo Islands                                                                                       | None              | None |       |
| Ivette           | 13 – 16 tháng 8             | Bão nhiệt đới | 40 (65)   | 1005 | Revillagigedo Islands                                                                                       | None              | None |       |
| Javier           | 1 tháng 9 – Đang hoạt động  | Bão nhiệt đới | 40 (65)   | 1000 | Revillagigedo Islands, Baja California Sur                                                                  | None              | None |       |
| Tổng hợp mùa bão |                             |               |           |      | |                   |      |       |
| 11 XTNĐ          | 28 tháng 5 - Chưa kết thúc  |               | 140 (220) | 954  | ' | 0                 | 15   |       |

## Tên bão
Danh sách tên sau đây đang được sử dụng cho các cơn bão được đặt tên ở lưu vực Đông Bắc Thái Bình Dương trong năm 2022. Các tên bị khai tử, nếu có, sẽ được Tổ chức Khí tượng Thế giới công bố vào mùa xuân năm 2023. Các tên không được rút khỏi danh sách này sẽ là được sử dụng một lần nữa trong mùa bão 2028. Đây là danh sách tương tự được sử dụng trong mùa bão 2016.
Sau đây là các tên bão được đề xuất trong mùa bão 2022:

### Tên bão ở khu vực
| Đông Bắc Thái Bình Dương  | Đông Bắc Thái Bình Dương | Đông Bắc Thái Bình Dương | Đông Bắc Thái Bình Dương |
| ------------------------- | ------------------------ | ------------------------ | ------------------------ |
| Agatha                    | Blas                     | Celia                    | Darby                    |
| Estelle                   | Frank                    | Georgette                | Howard                   |
| Ivette                    | Javier                   | Kay                      | Lester                   |
| Madeline                  | Newton                   | Orlene                   | Paine                    |
| Roslyn                    | Seymour (chưa sử dụng)   | Tina (chưa sử dụng)      | Virgil (chưa sử dụng)    |
| Winifred (chưa sử dụng)   | Xavier (chưa sử dụng)    | Yolanda (chưa sử dụng)   | Zeke (chưa sử dụng)      |
| Trung tâm Thái Bình Dương |                          |                          |                          |
| Hone (chưa sử dụng)       | Iona (chưa sử dụng)      | Keli (chưa sử dụng)      | Lala (chưa sử dụng)      |

### Tên bão từ Bắc Đại Tây Dương di chuyển sang
- Bonnie
- Julia